# Moniliophthora
Moniliophthora es un género de hongos en la familia Marasmiaceae. El género fue descrito en  1978 con la especie tipo M.  roreri. Este hongo previamente denominado Monilia roreri, produce podredumbre de las mazorcas, una enfermedad grave de Theobroma cacao, el árbol del cacao.

## Especies
MycoBank identifica las siguientes especies:
- M. aurantiaca
- M. canescens
- M. conchata[4]
- M. marginata[5]
- M. nigrilineata
- M. perniciosa
- M. roreri